# 7. honvedski pehotni polk (Avstro-Ogrska)
Za druge 7. polke glejte 7. polk.
7. honvedski pehotni polk (izvirno nemško k.u. Landwehr Infanterie Regiment Nr. 7; dobesedno slovensko: Cesarsko-madžarski honvedski pehotni polk št. 7) je bil pehotni polk avstro-ogrskega Honveda.

## Zgodovina
Polk je bil ustanovljen leta 1886.

### Prva svetovna vojna
Polkovna narodnostna sestava leta 1914 je bila sledeča: 44% Srbo-Hrvatov in 56% drugih.
Polkovni štab in I. bataljon sta bila nastanjena v Vršacu, II. bataljon v Oraviczabányji in III. bataljon v Pančevem.
Potem, ko je leta 1915 po bitki za Przemyśl polk prešel v rusko vojno ujetništvo, ga niso obnovili.

## Poveljniki polka
- 1914: Kornel Bernatsky[4]